# RAR
RAR kan också syfta på Rock Against Racism.
RAR är ett privatägt filformat som används för komprimerad och arkiverad data.
Filändelsen är .rar. MIME-typen är application/x-rar-compressed.
Formatet är utvecklat av Eugene Roshal (därav namnet RAR: Roshal ARchive). Han utvecklade även de första datorprogrammen till DOS för att kunna skapa och läsa RAR-filer, men programmen porterades sedan till andra plattformar.
Själva komprimeringen är av en icke förstörande typ, vilket innebär att inga data försvinner, trots att filens storlek minskar. RAR-filer har dessutom en del funktioner som inte finns på exempelvis ZIP-filer, bland annat att de delas upp i små bitar för att underlätta sändning över internet.
Själva omkodaren som används för att skapa och läsa filformatet distribueras idag som shareware och är mest känd som WinRAR, ett program till Windows. Men Roshal har släppt avkodaren som öppen källkod med en licens som tillåter fri distribution och modifikation, under förutsättning att man inte bygger en fungerande kodare. Metoden för att skapa RAR-filer är alltså skyddad, men det finns flera program för att kunna läsa filerna, bland annat 7-Zip.